# 安娜·纳霍夫斯基
安娜·纳霍夫斯基（德語：Anna Nahowski，1860年—1931年）是奥地利皇帝弗朗茨·约瑟夫一世的情妇。

## 生平
安娜·纳霍夫斯基1860年出生于维也纳，是篮子织工弗朗茨·诺瓦克（Franz Novak）的女儿。
在十五岁时与嗜酒成性的赌鬼丝绸制造商约翰·霍伊杜克（Johann Heuduck）结婚，三年后离婚。
在第一次婚姻期间，她在1875年5月8日的清晨于美泉宫的花园里散步时与弗朗茨·约瑟夫一世相遇，据她后来出版的日记描述“他从看到我的第一眼就一直看着我”。从那以后约瑟夫一世抓住一切可能的机会与她见面。同年6月24日，被她称为“我一生中最美好的一天”，那一天约瑟夫一世对她说“要经常去散步”。1879 年 9 月，当安娜的丈夫离开维也纳很长时间时，约瑟夫一世问她是否可以去她家，她同意了。从那时起，弗朗茨·约瑟夫一世开始按期与她会面。随后她与丈夫离婚。
她第二段婚姻的丈夫是比亚瓦-波德拉斯卡（现为波兰领土）市长的儿子弗兰兹·纳霍夫斯基（Franz Nahowski），他是奥地利南方铁路公司的员工。当她怀上纳霍夫斯基的孩子时，约瑟夫一世同意了她的婚姻。1883年秋天，皇帝给了安娜5万古尔登，以方便两人继续交往，她在美泉宫正对面买下了一座豪宅。他通常会在早上五点前去她的豪宅，但很少停留超过一个小时。在几次流产后，安娜于1885年7月29日生下了一个女孩海伦（一般被认为是约瑟夫一世的孩子），海伦后来成为了阿尔班·贝尔格的妻子。
两人的关系持续了多年，但在1886年，约瑟夫一世开始将注意力转移到舞台女演员凯莎琳娜·史芮拉特身上。1889年梅耶林惨案发生后，凯莎琳娜·史芮拉特给予约瑟夫一世很大的精神支持，这让约瑟夫一世决定与安娜分手。安娜被召唤到霍夫堡皇宫，皇室事务大臣弗里德里希·冯·米勒男爵向她赠送约瑟夫一世的礼物。她被告知她可以确定“为皇帝服务14年”的遣散费金额。她要求获得与她之前收到的相同金额，并为她的孩子要求5万古尔登。作为回报，她必须签署以下声明：
“我在此确认，今天我收到 了皇帝陛下赠送的200,000弗罗尔。此外，我发誓我将永远对与陛下的会面保持沉默。
安娜·纳霍夫斯基，维也纳，1889 年 3 月 14 日。”
但当安娜在 1889 年生下一个男孩时，约瑟夫一世送给了男孩一块刻有他年轻肖像的手表。
在 1918 年约瑟夫一世去世很久之后，她继续为他哀悼，她的卧室里一直挂着约瑟夫一世的带框雕像，直到她去世。她于1931年在维也纳去世，享年71岁。她死后被葬于希青公墓。